# الخلاط (بني العوام)

تعديل مصدري - تعديل

الخلاط هي إحدى قرى عزلة ردمان بمديرية بني العوام التابعة لمحافظة حجة، بلغ تعداد سكانها 318 نسمة حسب تعداد اليمن لعام 2004.